# Reichenbach (Schattenhalb)

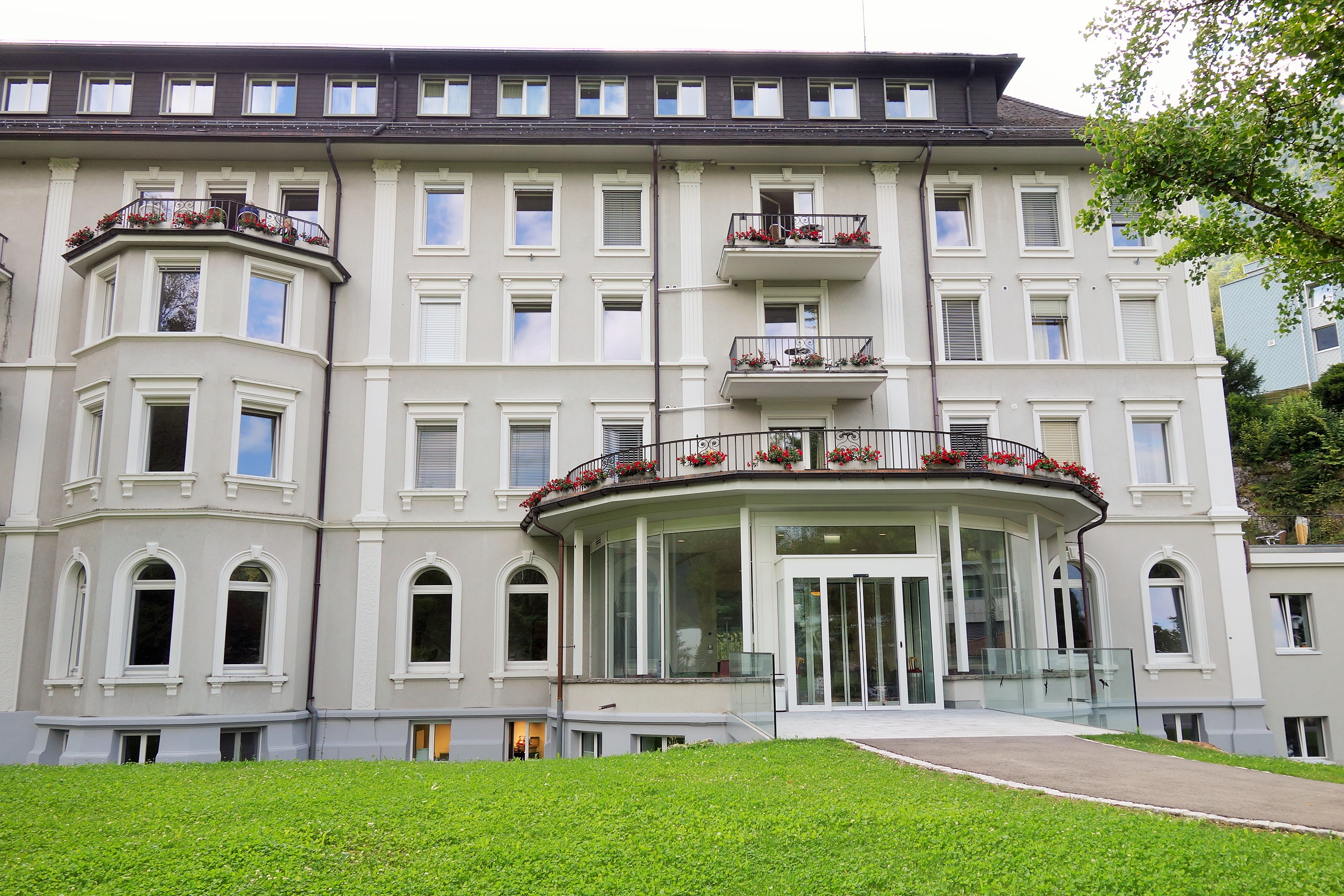
Ehemaliges «Hotel des Alpes»

Der Ortsteil Reichenbach bei Meiringen auf dem Gebiet der Gemeinden Schattenhalb (Dorf Willigen) und Meiringen im Schweizer Kanton Bern liegt auf der Schwemmlandfläche zwischen der Aareschlucht und der Ortschaft Balm im Süden von Aare und Meiringen.
Reichenbach besteht aus wenigen Wohnhäusern, Hotels und Industriebauten. Hier stehen das Kraftwerk Schattenhalb und die Talstation der Reichenbachfall-Bahn. Die Säge Reichenbach bestand bereits in der Mitte des 19. Jahrhunderts und nutzte das Wasser des unteren Reichenbachfalls zum Betrieb der Säge mit einem Wasserrad.
Das 1509 erwähnte Willigerbad erhielt 1681 die Konzession zum Betrieb des Bades. 1846 brannte es, inzwischen Reichenbachbad genannt, vollständig ab. 1862 wurde die am Hangfuss aufstossende Quelle von einem Felssturz zugedeckt, in den 1950er-Jahren wurde sie erneut gefasst. Im Rahmen des Badausbaus entstand 1862 das Hotel des Alpes, das 1901 durch einen Neubau ersetzt und 1916 mit dem Hotel Reichenbach zur heutigen Privatklinik Meiringen umgebaut wurde. Reichenbach besitzt die einzige Thermalquelle im Kanton Bern. Das Wasser der aktuellen Bohrung, wenige Meter neben der ursprünglichen Fassung, hat eine Temperatur von 21 Grad. Von 1912 bis 1956 führte im Sommerhalbjahr die Strassenbahn Meiringen–Aareschlucht vom Bahnhof Meiringen nach Reichenbach zur Talstation der Reichenbachfall-Bahn und zum Eingang der Aareschlucht.